# Редькино (сельское поселение Габовское)
Редькино — деревня в Дмитровском районе Московской области, в составе Сельского поселения Габовское. Население — 15 чел. (2010). До 2006 года Редькино входило в состав Каменского сельского округа.

## Расположение
Деревня расположена в юго-западной части района, у границы с Солнечногорским, примерно в 23 км на юго-запад от Дмитрова, у истока реки Каменка (правый приток Волгуши), высота центра над уровнем моря 240 м. Ближайшие населённые пункты — примыкающее на северо-западе Федотово и Векшино в 1 км на юг.

## Население
| 2002 | 2006 | 2010 |
| ---- | ---- | ---- |
| 13   | →13  | ↗15  |